# هوشنگ
هوشَنْگ (به اوستایی: 𐬵𐬀𐬊𐬱𐬌𐬌𐬀𐬢𐬵𐬀 ت.ت. 'haošyangha'؛ به پارسی میانه: 𐭤𐭥𐭱𐭭𐭢 ت.ت. 'هُشَنْگ')، از پادشاهان پیشدادی است و در اوستا بند ۲۱ا از آبان‌یشت و در بند ۲۴ از رام‌یشت نام هوشنگ آمده است. وی نخستین شاهی بود که اهورامزدا آتش را به وی شناسانید. همچنین نخستین استخراج‌گر آهن، نخستین آهنگر و نخستین قربانی‌کننده است. بر پایهٔ شاهنامهٔ فردوسی، وی نقش مهمی در یک‌جانشینی مردم و گسترش شهرنشینی داشته است.
هوشنگ در شاهنامه، پسر سیامک و نوهٔ گیومرث است که انتقام قتل سیامک را با کشتن خزروان (دیو) از اهریمن می‌گیرد و پس از گیومرث به پادشاهی جهان می‌رسد.
دو شهر هوشنگ بنا کرد، بابل و سوس.

## واژه‌شناسی
واژهٔ هوشنگ به معنای کسی است که منازل خوب فراهم سازد، یا بخشندهٔ خانه‌های خوب است. لقب او در اوستا، پَرَداتَ (Para-dāta)، به معنای مقدم و بر سر قرار گرفته است. این لقب در پهلوی پشداتَ و پیشداد (Pēš-dād) و در فارسی پیشداد شده است.
هوشنگ در اوستا «هئوشینگه» آمده است که از دو واژهٔ هوش و هَنگ است. هوشنگ از پادشاهان پیشدادی است و در اوستا بند ۲۱ا از آبان‌یشت و در بند ۲۴ از رام‌یشت نام هوشنگ آمده است. فردوسی؛ هوشنگ را به چَمِ هوش و فرهنگ گرفته است.

## نخستین پادشاه

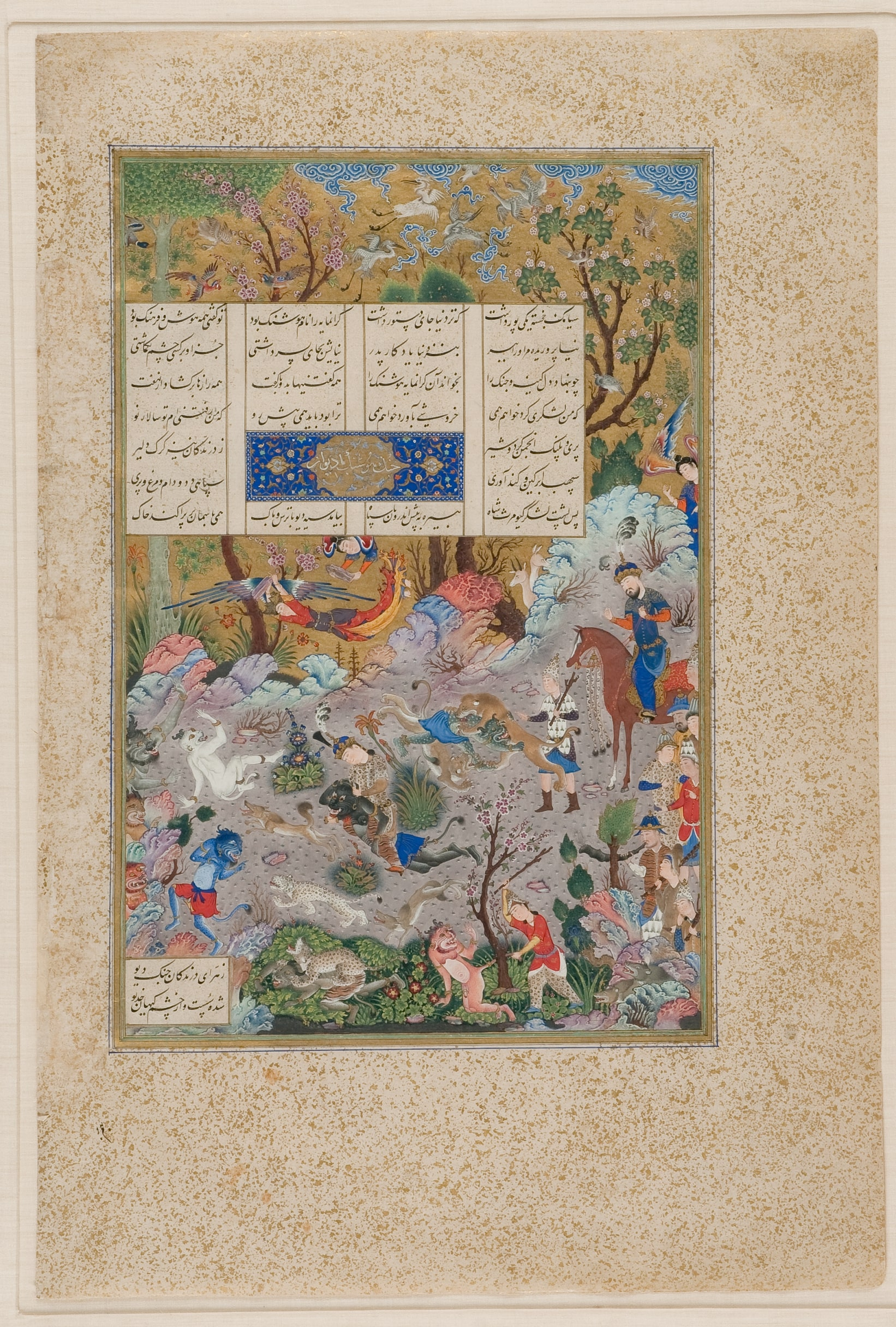
نگاره‌ای از هوشنگ در شاهنامهٔ تهماسبی که دیو سیاه را می‌کُشد

هوشنگ در میان پادشاهان و پهلوانانی که در یشت‌ها برای آنان قربانی می‌کنند، نخستین کس است. نیز لقب وی ما را به این فکر وامی‌دارد که هوشنگ، در روزگاری که یشت‌ها نوشته می‌شده، به عنوان نخستین شاهی شناخته می‌شده که بر جهان فرمان رانده است. همچنین می‌توان حدس زد که روزگاری در پاره‌ای اساطیر محلی، وی را نخستین انسان می‌دانسته‌اند. با توجه به اینکه در اساطیر ودایی، از هوشنگ نشانی نیست و در آنجا جمشید (yama) بر همه مقدم است، شاید بتوان نتیجه گرفت که هوشنگ، لقبی برای جمشید بوده است، که بعدها شخصیتی مستقل شده است. آغاز سلسلهٔ پیشدادیان از اینجاست. در برخی از متن‌های پهلوی هوشنگ و وئیکرد دو برادری هستند که یکی فرمانروایی و دیگری کشاورزی را بنیان می‌نهد.
در شاهنامه هوشنگ فرزندزادهٔ کیومرث است. هوشنگ بر دیو سیاه پیروز می‌شود. همچنین کشف آتش را به او نسبت می‌دهند. فردوسی استخراج آهن توسط هوشنگ از سنگ آهن را چنین سروده است:
| نخستین یکی گوهر آمد به چنگ |  | به آتش ز آهن جدا کرد سنگ  |
| سر مایه کرد آهن آبگون      |  | کز آن سنگ خارا کشیدش برون |

طبری به‌نقل از هشام کلبی گوید که، شنیده‌ایم و خدا بهتر داند که نخستین پادشاهی که ملک همه زمین داشت اوشهنگ پسر عامر، پسر شالخ، پسر ارفحشد، پسر سام، پسر نوح بود.

## دراوستا
از دو شاه افسانه‌ای هوشنگ و تهمورث، نام نخستین بیش از دومی در متن‌های اوستایی می‌آید. در یشت ۵، قهرمانان افسانه‌ای که برای آناهیتا قربانی می‌کنند، برشمرده شده‌اند. میان آنان هوشنگ را در می‌یابیم. بخش مورد نظر چنین است:
- یشت ۵ بند ۲۱. برای او هوشنگ پیشدادی بر دامنهٔ کوه هَرا صد اسب نر، هزار گاو، ده‌هزار گوسفند قربانی کرد.

یشت ۵ بند ۲۲. و از او درخواست کرد: «این نعمت را به من بده، ای اردوی سور آناهیتای خوب بسیار نیرومند، تا برترین شهریاری را بر همهٔ کشورها، بر دیوان و مردمان، جادوان، و پریان، فرمانروایان ستمکار، کَوی‌ها و کَرَپان بیابند، و دو سوم دیوان مازنی و بدکاران وَرَنی را نابود کنم.»
یشت ۵ بند ۲۳. آن گاه اَردوی سوُر آناهیتا این نعمت را بدو داد، کسی که نعمت را به پارسایی که برای او «زُوهر» نثار آورد و قربانی کند، ارزانی می‌دارد.
- یشت ۹ (قهرمانان برای درواسپا قربانی می‌کنند):

یشت ۹ بند ۳. برای او هوشنگ پیشدادی بر دامنهٔ کوه هَرای زیبای آفریدهٔ مزدا صد اسب، هزار گاو، ده هزار گوسفند قربانی کرد و «زُوهر» نثار آورد.
- یشت ۱۳ (به یاری خوانده فروهرها):

یشت ۱۳. ۱۳۷. ما فروشی هوشنگ پارسا را می ستاییم برای پایداری او در برابر دیوان مازنی و بدکاران وَرَنی و برای پایداری در برابر آزار آفریدهٔ دیو.
- یشت ۱۵ (قهرمانان برای وَیُو قربانی می‌کنند):

یشت ۱۵ بند ۷. هوشنگ پیشداد بر قلهٔ کوه «هَرا» با بندهای آهنین بر تخت زرین، بر بالشی زرین، بر فرشی زرین، با بَرسَم گسترده، با دست‌های پر او را ستایش کرد.
- یشت ۱۷ (قهرمانان برای اَشی نیک قربانی می‌کنند):

یشت ۱۷ بند ۲۴. هوشنگ پیشداد بر دامنهٔ کوه هَرای زیبای آفریدهٔ مزدا او را ستایش کرد.
- یشت ۱۹ (قهرمانان برای فره قربانی می‌کنند):

یشت ۱۹ بند ۲۵. فرهٔ کیانی نیرومند بسیار ستودهٔ زبردستِ مراقبِ پُر نیروی پُر هنرِ برتر از دیگران را می‌ستایم.
- دینکرد هشتم، فصل ۱۳، بندهای ۵–۶ (چهرداد شامل روایت‌هایی است دربارهٔ):

1. بنیان نهادن قانون و آیین دهقانی برای کشاورزی و پرورش جهان که بر اساس [کوشش] وِیگرَد پیشداد است، و قانون فرمانروایی (دَهیُوبَدیه) برای پاسبانی و ادارهٔ آفریدگان که بر اساس [کوشش] هوشنگ پیشداد پایه‌گذاری شده است.
2. (دربارهٔ) نسب نامهٔ هوشنگ، نخستین و طمورث (تهمورث) دومین سرور هفت کشور، و برشمردن نسل‌ها از آفرینش اصلی تا زمان جم.

## درشاهنامه

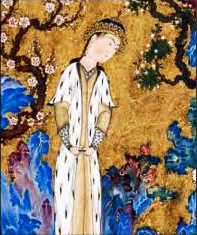
نگاره‌ای از هوشنگ در شاهنامهٔ تهماسبی

هوشنگ در شاهنامه، پسر سیامک و نوهٔ کیومرث است که انتقام قتل سیامک را با کشتن خزروان از اهرمن می‌گیرد و پس از کیومرث به پادشاهی جهان می‌رسد.
| گرانمایه را نام هوشنگ بود |  | تو گفتی همه هوش و فرهنگ بود |

همچنین، یافتن آتش و برپایی جشن سده را در شاهنامه و اسطوره‌های ایرانی به او نسبت می‌دهند. هوشنگ، مردم زمان خود را با آبیاری و صنعت و جداکردن آهن و سنگ و ساختن ابزارِ آهنی آشنا ساخت و به ایشان کشاورزی آموخت. در شاهنامه؛ آشپزی، پختن نان و گله‌داری از آموزه‌های او برای مردم به‌شمار می‌رود. پیدایشِ جشن سده نیز به هوشنگ نسبت داده می‌شود.
به گزارش فردوسی، هوشنگ در کوه ماری سیاه با چشمان سرخ دید که از دهانش دود برون می‌شد. سنگی به سوی او پرتاب کرد. سنگ، به سنگی دیگر خورد و آتشی افروخت. آن شب، جشنی در بزرگداشت آتش گرفتند و نام آن جشن سده است. در شاهنامه می‌خوانیم:
| یکی روز شاه جهان سوی کوه      |  | گذر کرد با چند کس هم گروه   |
| پدید آمد از دور چیزی دراز     |  | سیه رنگ و تیره‌تن و تیز تاز  |
| دوچشم از بر سر چو دو چشمه خون |  | ز دود دهانش جهان تیره‌گون    |
| نگه کرد هوشنگ باهوش و سنگ     |  | گرفتش یکی سنگ و شد تیزچنگ   |
| به زور کیانی رهانید دست       |  | جهانسوز مار از جهانجوی جست  |
| برآمد به سنگ گران‌سنگ خرد      |  | همان و همین سنگ بشکست گرد   |
| فروغی پدید آمد از هر دو سنگ   |  | دل سنگ گشت از فروغ آذرنگ    |
| نشد مار کشته ولیکن ز راز      |  | ازین طبع سنگ آتش آمد فراز   |
| جهاندار پیش جهان آفرین        |  | نیایش همی کرد و خواند آفرین |
| که او را فروغی چنین هدیه داد  |  | همین آتش آنگاه قبله نهاد    |
| بگفتا فروغیست این ایزدی       |  | پرستید باید اگر بخردی       |
| شب آمد برافروخت آتش چو کوه    |  | همان شاه در گرد او با گروه  |
| یکی جشن کرد آن شب و باده خورد |  | سده نام آن جشن فرخنده کرد   |
| ز هوشنگ ماند این سده یادگار   |  | بسی باد چون او دگر شهریار   |

همچنین او جانوران سودمند مانند گاو و خر و گوسفند را جفت‌جفت جدا کرد تا آن‌ها را پرورش دهند، سپس از پوست آن‌ها چرم ساخت. هوشنگ ۴۰ سال حکومت کرد و پس از او تهمورث دیوبند پادشاه شد.

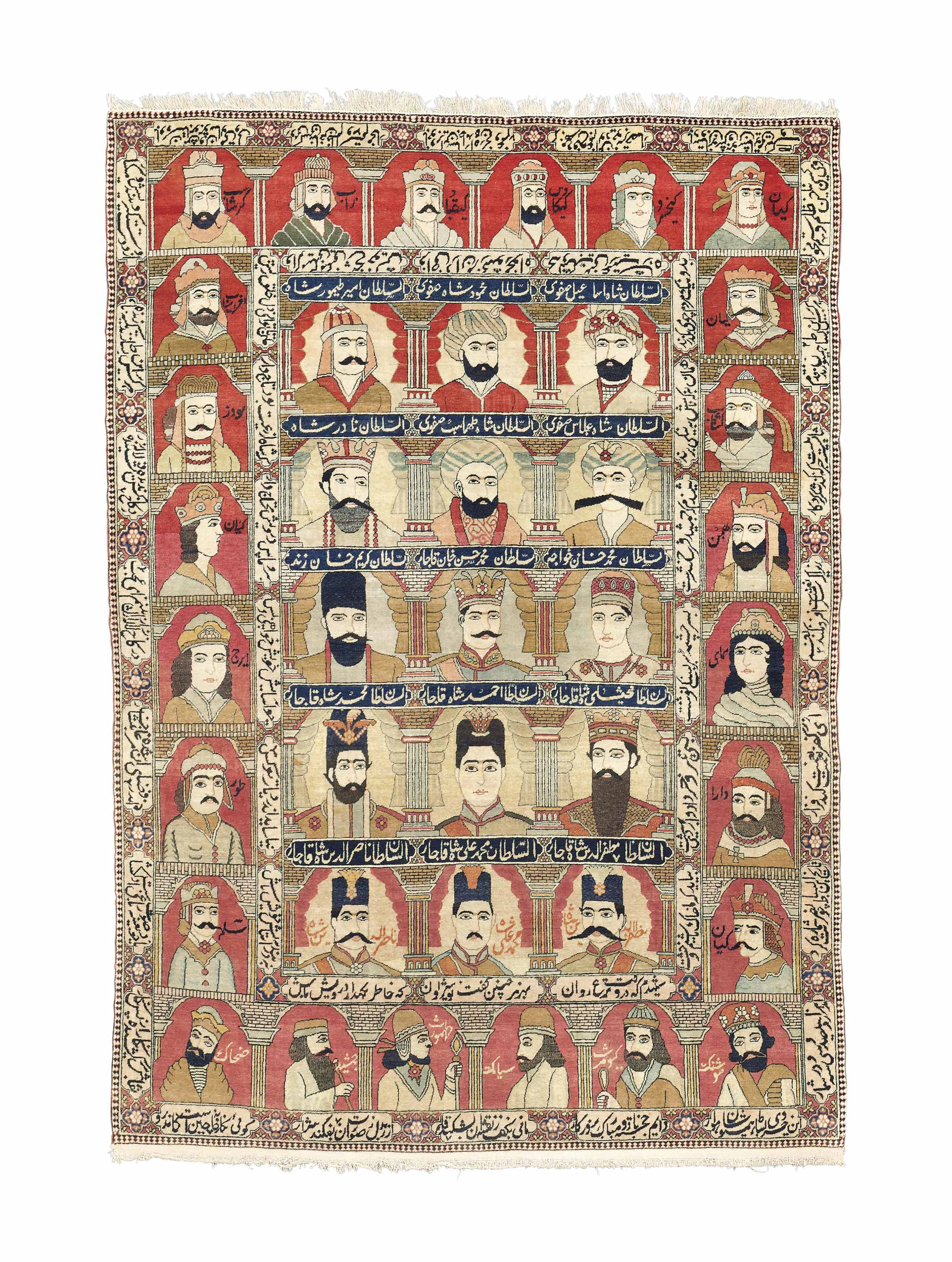
یک فرش کهن کاشانی از دورهٔ قاجاری که دور تا دور آن نقش پادشاهان اسطوره‌ای ایران قرار گرفته‌اند. در میانهٔ آن، نگارهٔ چند تن از شاهان ایران نوین جا داده شده است.

## تحقیقات و منابع دست‌اول
طبق تحقیقات گسترده و به استناد منابع تاریخی، محل و زادگاه هوشنگ، شهری تاریخی و صنعتی است که اکنون هفشجان نام دارد. نام این شهر پیش‌تر هوشنگان بوده‌است.